# Bennison Island
Bennison Island ist eine unbewohnte Insel im australischen Bundesstaat Victoria. Sie ist 1,8 Kilometer vom australischen Festland, der Halbinsel Wilsons Promontory, entfernt.
Die Insel ist 320 Meter lang, 260 Meter breit und 17 Meter hoch. In der Nähe liegen die Inseln Corner Island, Long Island und Granite Island.